# Ginter Dzierżon
Ginter Dzierżon (ur. 6 listopada 1959 w Kujakowicach) – polski ksiądz katolicki, kanonista, profesor nauk prawnych, wykładowca na Wydziale Prawa Kanonicznego Uniwersytetu Kardynała Stefana Wyszyńskiego.

## Życiorys
Święcenia kapłańskie otrzymał 22 czerwca 1985 w Opolu. W 1998 w Wydziale Prawa Kanonicznego Akademii Teologii Katolickiej w Warszawie na podstawie rozprawy napisanej pod kierunkiem Wojciecha Góralskiego nadano mu stopień naukowy doktora w zakresie prawa kanonicznego. Tam też (już w ramach UKSW) uzyskał w 2003 stopień doktora habilitowanego. Od 2010 jest profesorem tytularnym nauk prawnych.
Był wykładowcą Uniwersytetu Opolskiego. Objął stanowisko kierownika Katedry Norm Ogólnych na Wydziale Prawa Kanonicznego Uniwersytetu Kardynała Stefana Wyszyńskiego. Został także obrońcą węzła małżeńskiego w Sądzie Biskupim Diecezji Gliwickiej.

## Wybrane publikacje
- Niezdolność do zawarcia małżeństwa jako kategoria kanoniczna, Warszawa 2002 ISBN 83-7072-234-2.
- Ewolucja doktryny oraz dyscypliny dotyczących przeszkody różności religii w kanonicznym porządku prawnym, Warszawa 2008 ISBN 978-83-7072-488-7.
- Powierzenie urzędu kościelnego poprzez wybór. Komentarz do regulacji zawartych w księdze I Kodeksu Prawa Kanonicznego, Kraków 2012 ISBN 978-83-62579-36-5.